# Жумаділов Булат Нуретдінович
Булат Нуретдінович Жумаділов (каз. Болат Жұмаділов Нұретдинұлы, нар. 22 квітня 1973) — казахський боксер-любитель, дворазовий срібний призер Олімпійських ігор (1996 та 2000 роки), чемпіон світу, призер чемпіонатів світу та Азії. Заслужений майстер спорту Казахстану з боксу.

## Любительська кар'єра
На Азійських іграх 1994 програв у другому бою.
 Чемпіонат світу 1995 
- 1/16 фіналу. Переміг Пола Шепарда (Шотландія) — 12-4
- 1/8 фіналу. Переміг Сергія Ковганко (Україна) — 10-5
- 1/4 фіналу. Переміг Річарда Буята (Франція) — 6-6
- 1/2 фіналу. Переміг Йоні Турунена (Фінляндія) — 19-4
- Фінал. Програв Золтану Лунці (Німеччина) — 6-11

 Олімпійські ігри 1996 
- 1/16 фіналу. Переміг Владислава Неймана (Ізраїль) — 18-7
- 1/8 фіналу. Переміг Сергія Ковганко (Україна) — 21-4
- 1/4 фіналу. Переміг Демаєна Келлі (Ірландія) — 13-6
- 1/2 фіналу. Переміг Золтана Лунку (Німеччина) — 23-18
- Фінал. Програв Маікро Ромеро (Куба) — 11-12

 Чемпіонат світу 1997 
- 1/16 фіналу. Переміг Мартіна Кастільйо (Мексика) — KO 3
- 1/8 фіналу. Переміг Петера Балажа (Словаччина) — 20-3
- 1/4 фіналу. Переміг Алішера Рахімова (Узбекистан) — WO
- 1/2 фіналу. Програв Ільфату Рязапову (Росія) — 10-16

На Азійських іграх 1998 програв у другому бою.
 Чемпіонат світу 1999 
- 1/8 фіналу. Переміг Вахтанга Дарчиняна (Вірменія) — 9-5
- 1/4 фіналу. Переміг Джона Медіну (США) — 10-2
- 1/2 фіналу. Переміг Анджея Ржаного (Польща) — WO
- Фінал. Переміг Омара Нарваеса (Аргентина) — 6-5

 Олімпійські ігри 2000 
- 1/8 фіналу. Переміг Кеннеді Каніанта (Замбія) — 12-9
- 1/4 фіналу. Переміг Віка Дарчиняна (Вірменія) — 15-8
- 1/2 фіналу. Переміг Жерома Тома (Франція) — 22-16
- Фінал. Програв Віджану Понліду (Таїланд)  — 12-19